# Shamoli Ray
Shamoli Ray, född 5 april 1994, är en bangladeshisk bågskytt. Hon deltog vid olympiska sommarspelen 2016.